# Macromitrium ludovicae
Macromitrium ludovicae là một loài rêu trong họ Orthotrichaceae. Loài này được Broth. & Paris mô tả khoa học đầu tiên năm 1911.